# Ángel García Cardona
Ángel García Cardona (València, 8 de gener de 1856 - ibid., 26 de setembre de 1923) va ser un director de cinema valencià, considerat un dels pioners del cinema a Espanya i especialment del cinema valencià.

## Biografia
Nascut en la plaça Comte de Casal núm. 3. Fill de Miguel García Gómez i d'Àngela Cardona Martí. Va Ser ser batejat en la Parròquia dels Sants Joans, ja que el domicili familiar estava situat en el que avui dia és el Mercat Central de València, al costat de l'actual plaça Ciutat de Bruges. Tenia tres germans: Filomena, Balbino i Lucas García Cardona
En 1882 comença a treballar com fotògraf publicant treballs a "Blanco y Negro" i a "Sol y Sombra". Es va casar amb Josefina Ferrando Donday (1860-1930), amb la qual va tenir quatre fills. El seu domicili va estar en el carrer Drets nº 3 de València, amb un estudi de fotografia en Sant Vicent nº 28. Posteriorment es va traslladar (al voltant de 1896) al carrer de les Barques nº 17. El 19 Març de 1899 obri en el carrer de les Barques nº 19 el cinematògraf "Ángel" que hagué de tancar un any després.
El 1901 ha de tancar el seu Cinematògraf, però no deixa per això d'exercir la seva activitat, fins que el 1905 comença uns anys de col·laboració amb la casa Cuesta, antiga drogueria situada al carrer Ercilla, especialitzada en la venda d'aparells fotogràfics i fonogràfics i que acabaria introduint-se en el lloguer d'aparells cinematogràfics i pel·lícules, per passar a produir el seu propi cinema.
La primera pel·lícula filmada, produïda i revelada íntegrament a València va ser "Fiesta en el camino de Algirós" que va ser estrenada el 28 d'abril de 1899 l'autor del qual va ser Angel García i que no es conserva. Li seguirien diverses pel·lícules desaparegudes com "Escenas de la Huerta", "Mascarada Japonesa" o "Procesión de Nuestra excelsa patrona la Virgen de los Desamparados" de 1904. Posteriorment treballaria per a la casa Cuesta (carrer Ercilla), filmant documentals i pel·lícules com "Visita de S.M. el Rey" de 1905 o "Batalla de Flores" del mateix any, "El Ciego de la aldea" de 1906, "Benitez quiere ser Torero" o "La Exposición Nacional" de 1910. La major part de les seues pel·lícules són de tipus costumista que reflectien escenes típiques valencianes o documentals de fets esdevinguts a la ciutat.
A primers de segle es traslladen a viure al carrer de Sant Bult nº 5 de València on romanen almenys fins a 1910. El 1915 viu en el carrer de Quart nº 1 de la seua ciutat natal i continua sense treballar (possiblement per malaltia). El 1920 resideixen a Quart nº 3 on moriria el dia 26 de setembre de 1923. Està enterrat en el panteó de la família de la seua esposa, del Cementeri General de València. Algunes de les seues pel·lícules es conserven restaurades en la Filmoteca Valenciana.

## Filmografia

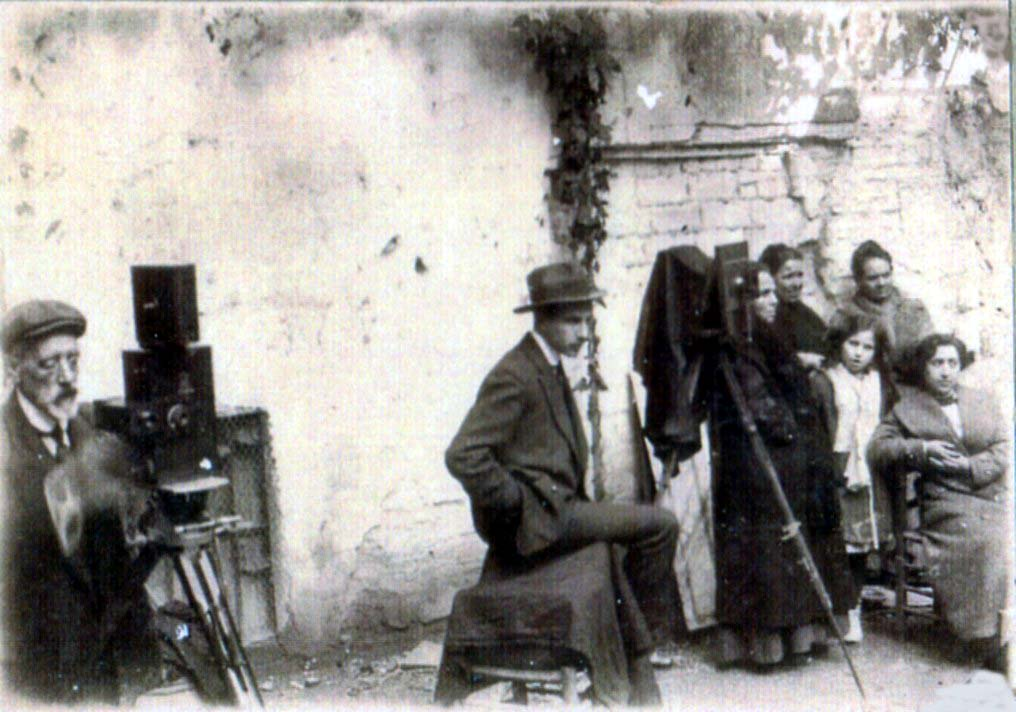
García Cardona filmant una pel·lícula

### Etapa en solitari
En total són gairebé una vintena de cintes en aquests primers anys de les quals no es conserven cap.
- 1899 - Fiesta en el camino de Algirós. Possiblement es tractava d'una festa campestre durant les festes de Pasqua d'aquell any. Va ser estrenada al Cinematògraf Àngel el 28 d'abril.
- 1900 - Mona de Pascua Sobre les tradicions dels valencians amb motiu de la Pasqua.
- 1900 - Mascarada Japonesa Filmació del Carnestoltes valencià del mateix any.
- 1900- Escenas de la Huerta. Hi ha un fragment a la Filmoteca catalana, recentment restaurat, que podria correspondre's amb aquest títol.
- 1904 - Procesión de nuestra excelsa patrona la Virgen de los Desamparados, pel·lícula estrenada al cinema del Col·legi Imperial de sant Vicent Ferrer.

### Etapa amb la La Casa Cuesta
- 1905 - Batalla de Flores de Valencia Estrenada a la sala Novedades la primera setmana d'agost. La Batalla va tenir lloc l'1 d'agost dins dels festejos de la Fira de Juliol.
- 1905 - Eclipse de sol. Estrenada a la sala Novedades el 31 d'agost. es va rodar a Porta Coeli el dia 30 d'agost.
- 1906 - Visita de Alfonso XII a Valencia y la Albufera. El rei va visitar l'Albufera al febrer de 1906, sent produïdes dues pel·lícules amb els títols "Viatge de SM a l'Albufera" i "Retorn de SM de l'Albufera" exhibides a la sala Novedades i al Teatre Apolo.
- 1907 - El Ciego de la Aldea. Rodada a Godella i estrenada a València el 8 de gener de 1907 en el Saló Novedades de València. El 10 de gener s'exhibeix al Teatre Principal de la capital del Túria.
- 1910 - Benítez quiere ser torero. Es conserva íntegra a la Filmoteca Espanyola amb una durada de gairebé 4 minuts
- 1910 - Inauguración Exposición Nacional de Valencia y festejo militar. Filmada durant la visita d'Alfons XIII a l'Exposició Nacional de València. La visita va tenir lloc entre els dies 25 i 26 d'abril i la pel·lícula va ser estrenada al maig de 1910. Hi ha fragments de la visita de SM la Reina Victòria Eugènia a la Casa de Misericòrdia i Casa de Beneficència a l'octubre del mateix any.

De totes aquestes pel·lícules de l'etapa "Cuesta" es conserven còpies a la Filmoteca Valenciana.
Altres pel·lícules de possible atribució a Angel García i a la Casa Cuesta
- 1905 - El Tribunal de las aguas
- 1905 - Corridas de la Feria de Julio, el gran Fuentes
- 1908 - La lucha por la divisa
- 1909 - El pastor de Torrente
- 1909 - Valencia desde el tranvía
- 1911 - El Perdón de la Aurora